# Fusako Kitashirakawa
Fusako Kitashirakawa, (in giapponese: 北白川房子 Kitashirakawa Fusako), nata Fusako, Principessa Kane (in giapponese: 周宮房子内親王 Kane-no-miya Fusako Naishinnō) (Tokyo, 28 gennaio 1890 – Tokyo, 11 agosto 1974), è stata una principessa giapponese, figlia dell'Imperatore Meiji e della sua concubina Sono Sachiko.

## Biografia

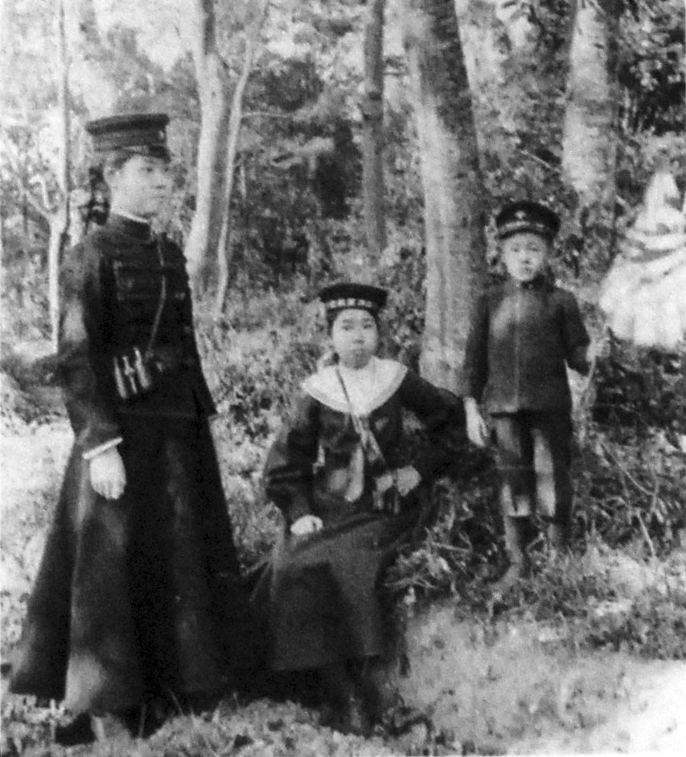
La principessa Fusako (a sinistra) con la sorella Masako (a sinistra). La seconda indossa l'uniforme delle donne della Marina.

Fusako nacque a Tokyo il 28 gennaio 1890, figlia dell'Imperatore Meiji e della sua concubina Sono Sachiko. Il suo appellativo nell'infanzia fu Principessa Kane (Kane no Miya).
Il 29 aprile 1909 sposò il principe Naruhisa Kitashirakawa (1887 - 1923), figlio del principe Kitashirakawa Yoshihisa e della principessa Tomiko. Il principe Naruhisa è succeduto al padre come capo della casa di Kitashirakawa-no-Miya alla sua morte, avvenuta nel novembre del 1895 durante la prima guerra sino-giapponese. Il principe e la principessa ebbero un figlio e tre figlie:
- Principe Nagahisa (北白川宮永久王 Higashikuni Nagahisa Ò ?, 1910 - 1940);
- Principessa Mineko (美年子女王 Mineko Joo ?, 1910 - 1970); sposata con il visconte Tachibana Tanekatsu;
- Principessa Sawako (佐和子女王 Sawako Joo ?, 1913 - 2001); sposata con il visconte Higashizono Motofumi;
- Principessa Taeko (多惠子女王 Taeko Joo ?, 1920 - 1954); sposata con Tokugawa Yoshihisa.

Nell'ottobre del 1947, i Kitashirakawa e gli altri rami cadetti della famiglia imperiale giapponese persero i loro titoli e privilegi durante l'occupazione americana del Giappone e divennero gente comune. L'ex principessa ha servito come custode e capo sacerdotessa del santuario di Ise fino alla sua morte, avvenuta l'11 agosto 1974 all'età di 84 anni.